# Râul Jegălia
Râul Jegălia este un curs de apă, afluent al Dunării.